# Rotondo (Sebenico)
Rotondo o Oblich 
(in croato: Oblik) è un isolotto disabitato della Croazia, situato di fronte alla costa dalmata, a sud di Sebenico e a sud-est di Zlarino; fa parte dell'arcipelago di Sebenico. Amministrativamente appartiene alla città di Sebenico, nella regione di Sebenico e Tenin.

## Geografia
Rotondo si trova a sud del canale di Sebenico (Šibenski kanal), a 480 m da punta Sebenicovecchio (Vela Oštrica), l'estremità occidentale della penisola di Monte Acuto (Oštrica) e dista circa 2 km a sud-est di punta Rat (Rat), l'estremità meridionale di Zlarino. L'isolotto ha una superficie di 0,249 km², uno sviluppo costiero di 1,99 km e un'altezza massima di 65,7 m

## Isole adiacenti
- Mumogna[3][7][14] (Mumonja), scoglio 350 m[2] a ovest di Rotondo; ha una superficie di 0,011 km²[1] e uno sviluppo costiero di 043 km[1] 43°39′07″N 15°53′15″E.
- Duaina[3][15] o Duainca[7] (Dvainka), piccolo isolotto a forma di otto con un istmo al centro e un segnale luminoso nella parte nord-ovest, situato 790 m[2] a ovest di Rotondo; ha una superficie di 0,066 km²[1] e uno sviluppo costiero di 1,34 km[1] 43°39′16″N 15°52′43″E.
- Rachitta[3][16] (Rakitan), isolotto 380 m[2] a nord-ovest; ha una superficie di 0,115 km²[1], uno sviluppo costiero di 1,33 km[1] e l'altezza massima di 29 m[2] 43°39′38″N 15°53′11″E.
- Cherbela Grande (Krbela Vela) e Cherbela Piccola (Krbela Mala), a nord-est.
- Plana, a sud, a 2 km[2].

### Cartografia
- (HR) Mappa topografica della Croazia 1:25000, su preglednik.arkod.hr. URL consultato il 1º gennaio 2017.
- G. Giani, Carta prospettiva delle Comuni censuarie della Dalmazia, foglio 6, 1839. Fondo Miscellanea cartografica catastale, Archivio di Stato di Trieste.
- Carta di cabottaggio del mare Adriatico, foglio VII, Milano, Istituto geografico militare, 1822-1824. URL consultato il 22 dicembre 2016 (archiviato dall'url originale il 13 aprile 2013).